# محارب ذيب
محارب ذيب (أبو سليمان؛ 1914- 1995) قاضي وشاعر فلسطيني، ولد في قرية جبع قضاء القدس، بدأ رحلته مع الشعر وعزف الربابة عندما كان طفلاً لم يتجاوز 12 عاماً، زخر شعره بالمعاني الوطنية والحِكم، وأنشد في المهرجانات والأعراس في أنحاء فلسطين وخارجها. كان لقبه "محارب ذيب اللبيب" وشاعر الربابة، وشاعر الأرض المحتلة.
توفي إثر جلطة قلبية عن عمر يناهز 81 عام في قرية جبع عام 1995.

## حياته
أتم الشاعر دراسته في الكتّاب في مسجد القرية ومارس مهنة القضاء، واحترف العزف على الربابة، إذ ورث عن والده شعره وربابته ودوره كمصلحٍ عشائريّ. وكان أيضاً أحد أعضاء جمعية الفولكلوريين الفلسطينيين. وكان في ثورة عام 1936 يستضيف رجال الثورة في منزله.
وُصف شعره بالتسجيل الملحميّ لسيرة الشعب الفلسطينيّ حيث كانت التطورات السياسية في فلسطين زاداً أساسياً لشعره، وكان شديد التعلّق بفلسطين ويمقت الغربة وأكثر في شعره من حضّ المغتربين على العودة لوطنهم.

## أعماله
تناول ذيب السير الشعبية للمواطنين الشرفاء، فتناول سيرة جورج أحد الأبطال من أهالي حيفا الذى تم إعدامه على يد سلطات الإحتلال البريطاني في أواخر الثلاثينات، وأنشد عن معارك القدس ومجزرتي تل الزعتر والمسجد الإبراهيمي وبطولة ليلى خالد وغيرها، ومن أشهر قصائدة وصف معركة العرقوب عام 1936 ومعركة بني نعيم في رسالة بإسم عبد القادر الحسيني أرسلها إلى عمه الحاج أمين الحسيني في دمشق. تم وصفه بأنه أشبه بشعراء المعلقات.